# Gdański Uniwersytet Medyczny

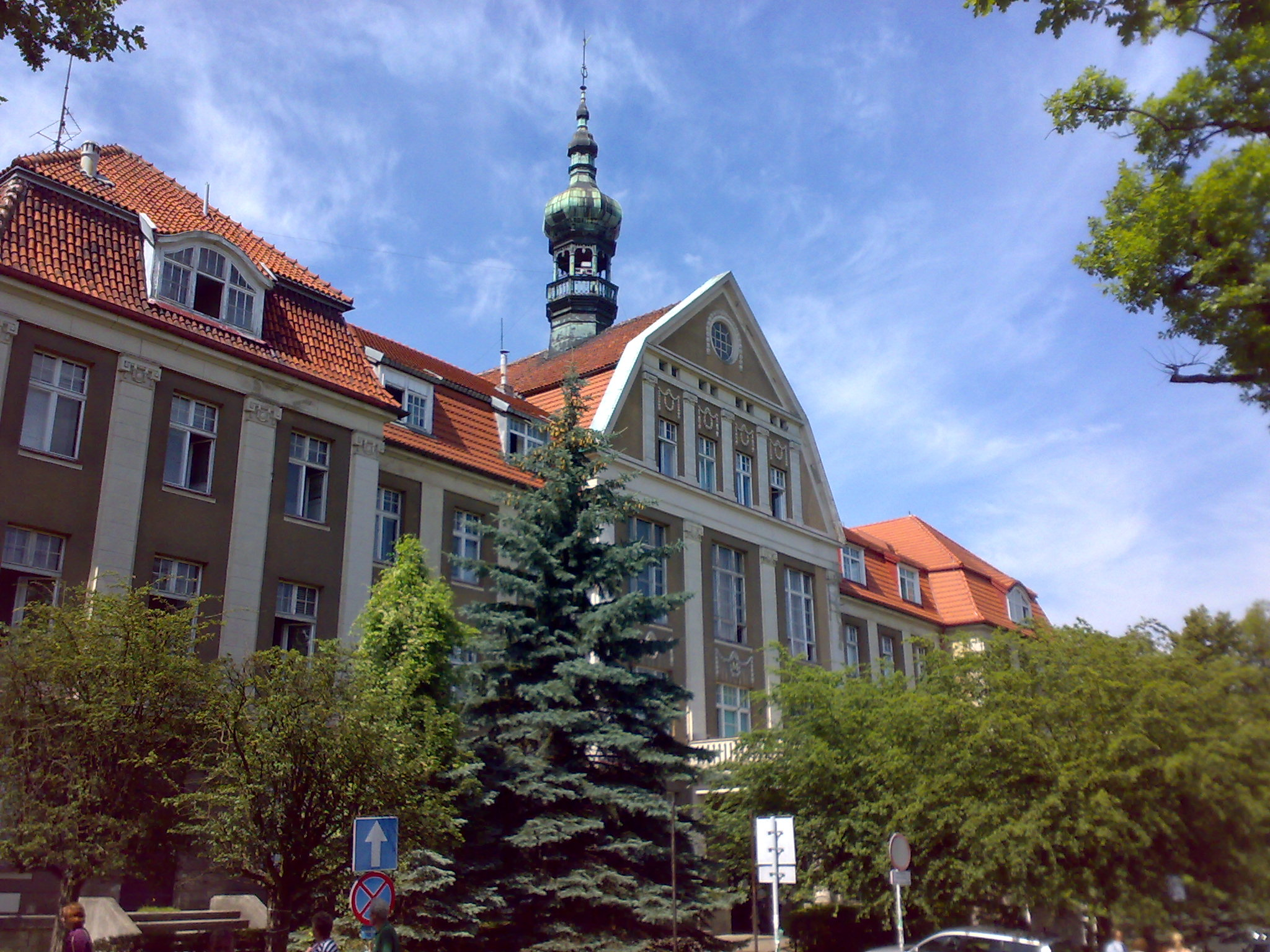
Centrum Medycyny Rodzinnej GUmed (ul. Dębinki 7)

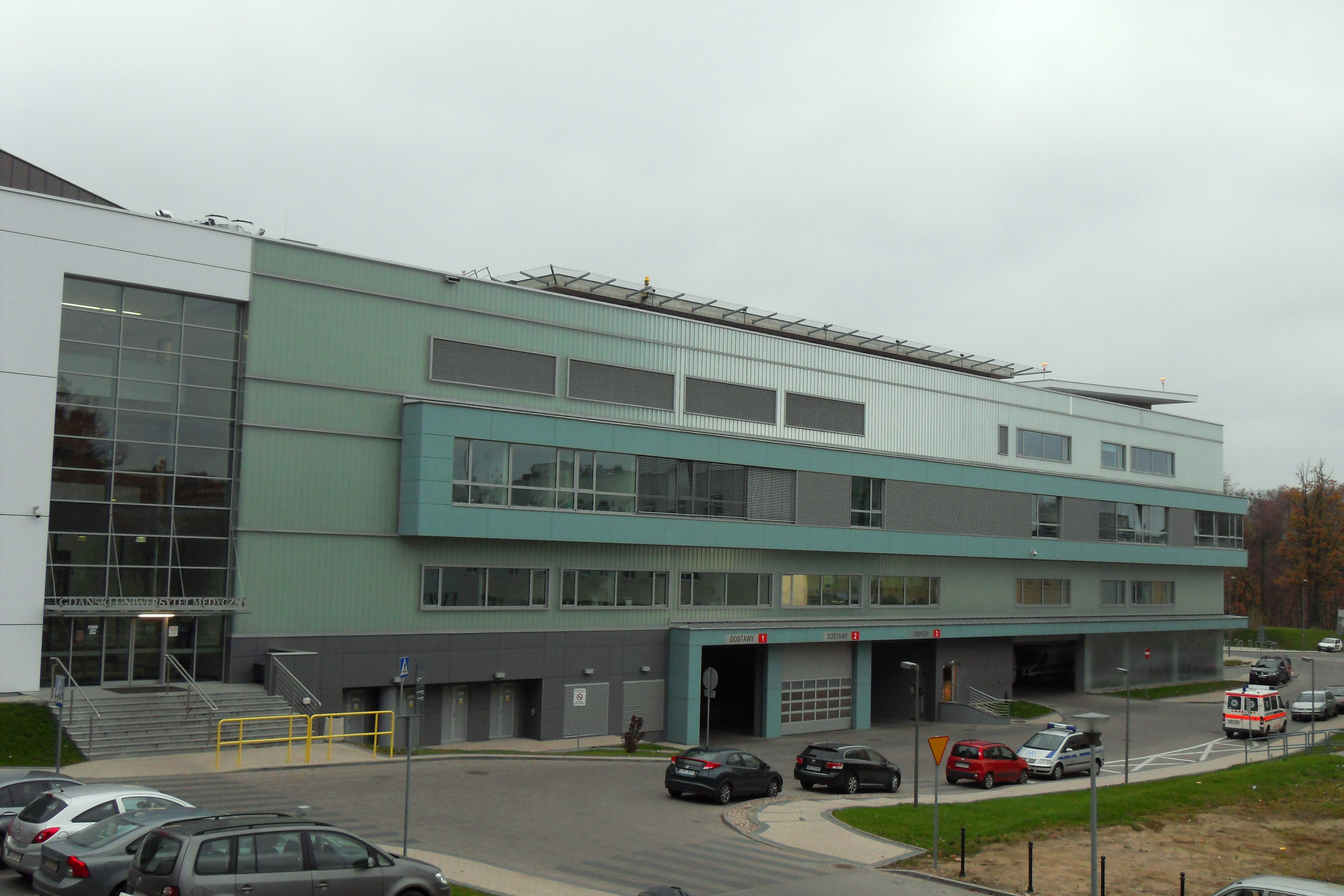
Centrum Medycyny Inwazyjnej Uniwersyteckiego Centrum Klinicznego w Gdańsku z heliportem na dachu (ul. Smoluchowskiego 17)

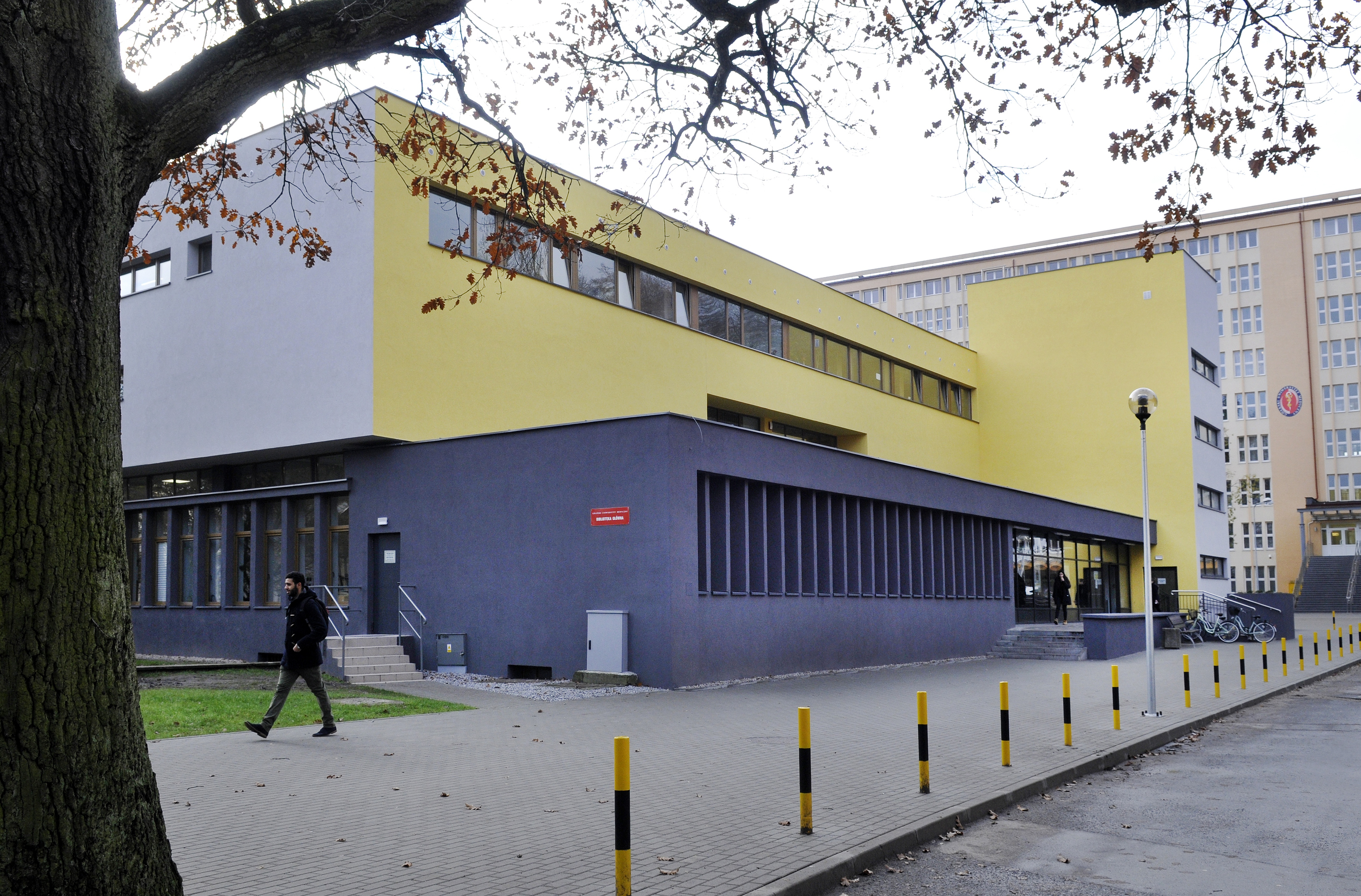
Biblioteka Główna GUMed (ul. Dębinki 1)

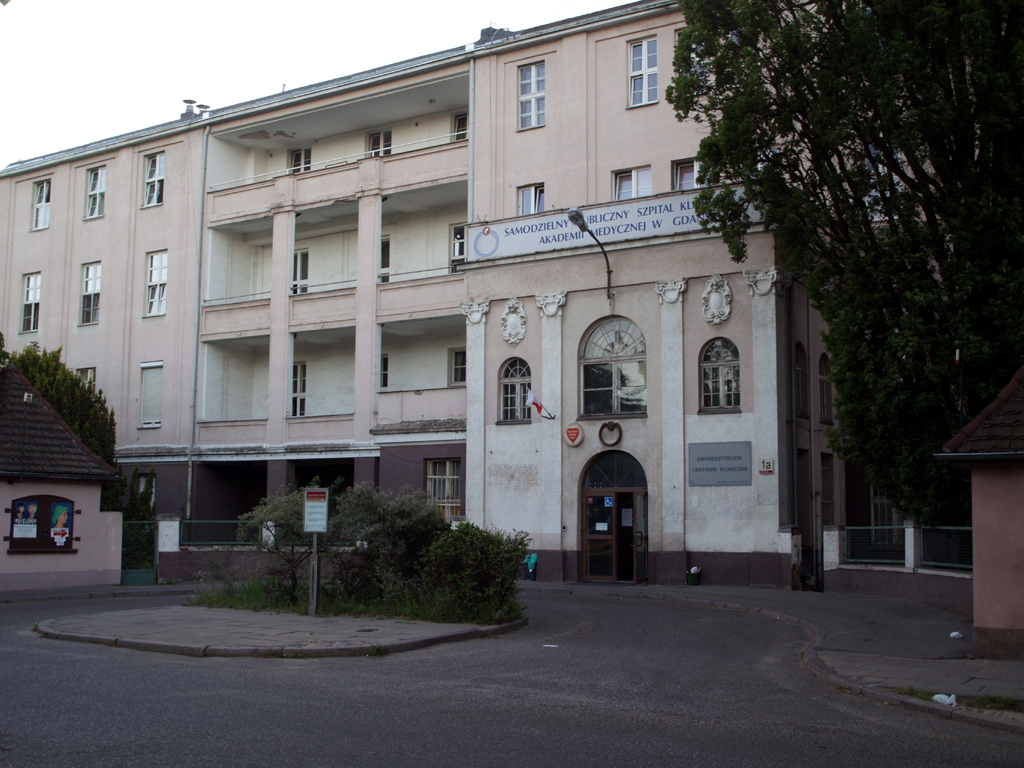
Dawna siedziba kliniki ginekologii i położnictwa Uniwersyteckiego Centrum Klinicznego przy ulicy Klinicznej, obecnie w Centrum Medycyny Nieinwazyjnej

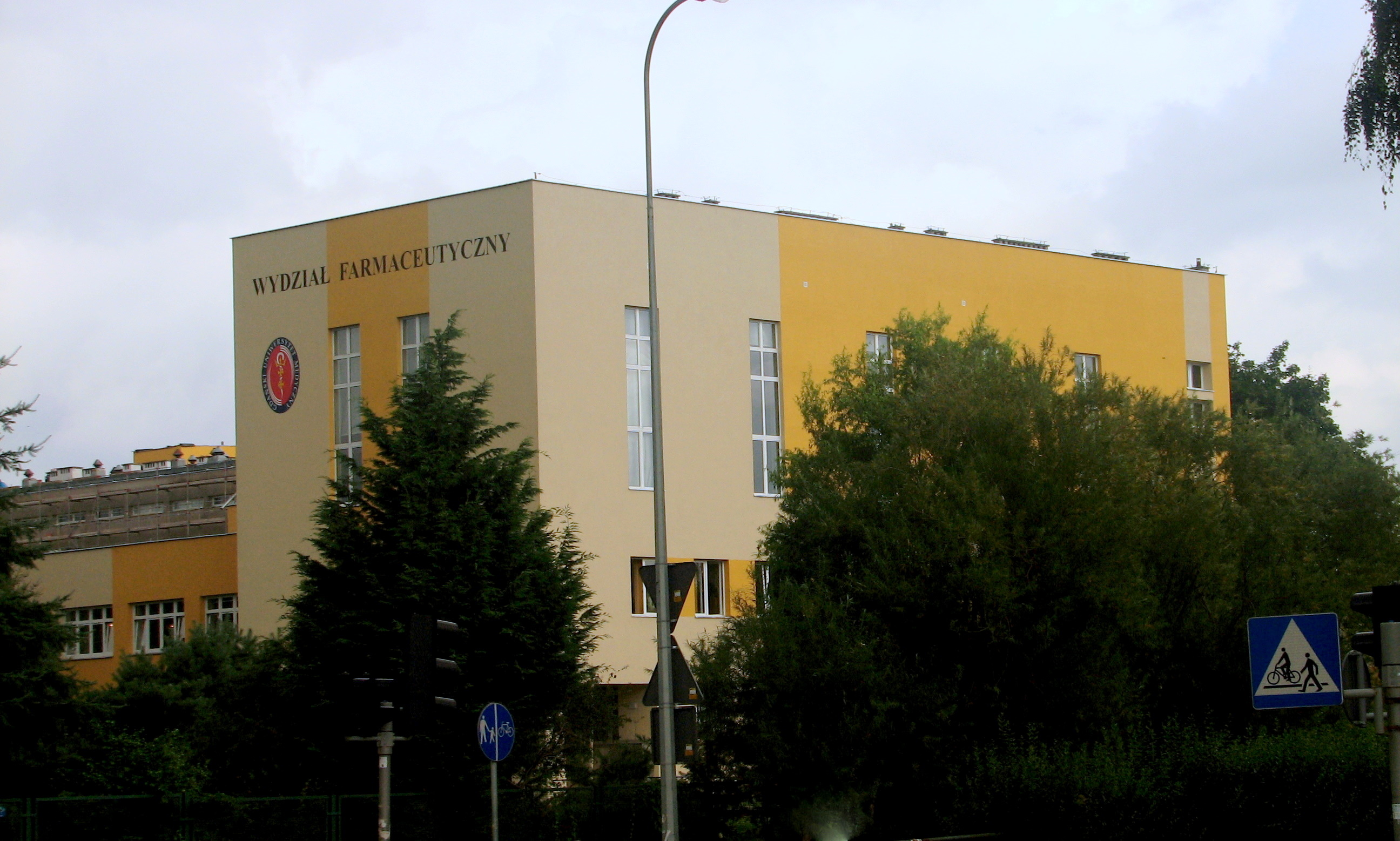
Wydział farmaceutyczny z Oddziałem Medycyny Laboratoryjnej GUmed

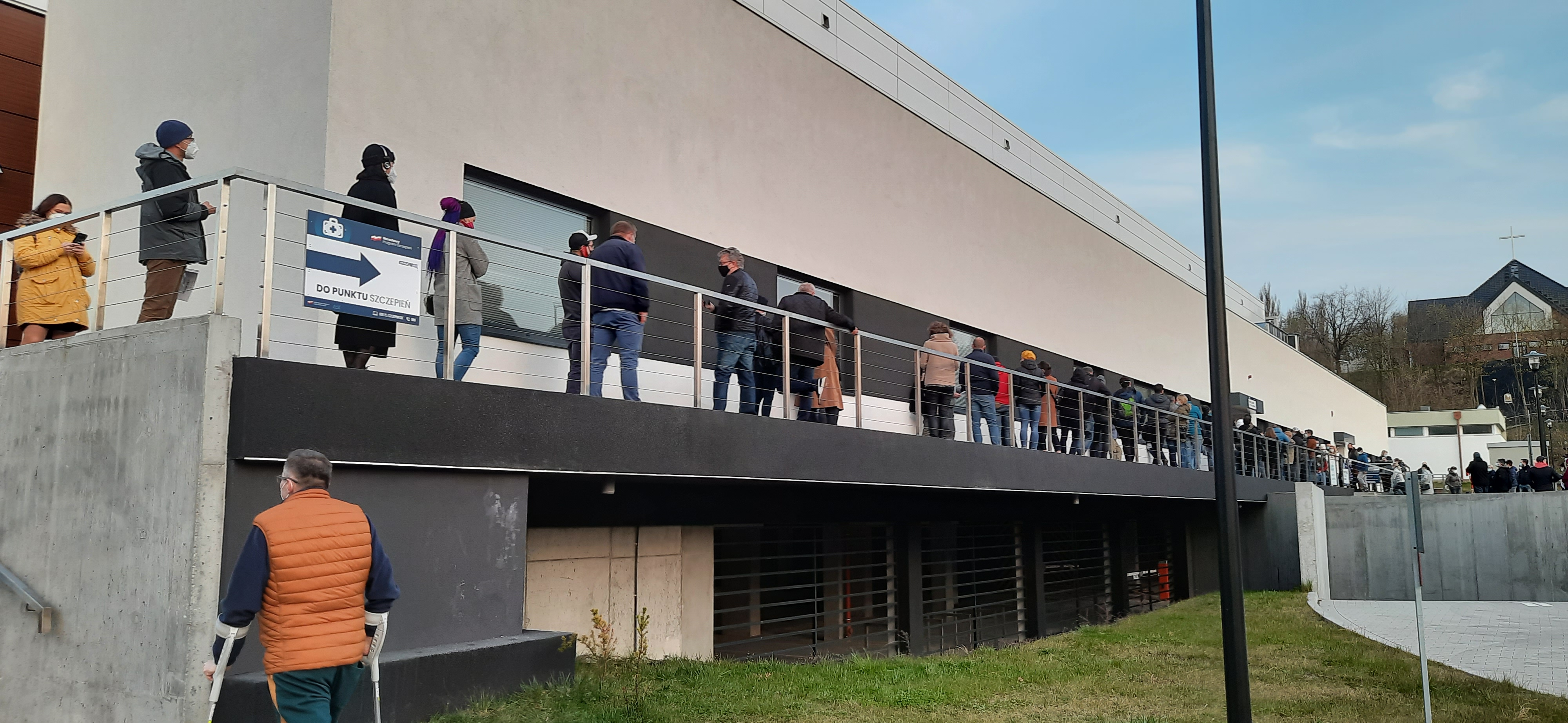
Punkt szczepień przeciw COVID-19 w Centrum Sportu Gdańskiego Uniwersytetu Medycznego

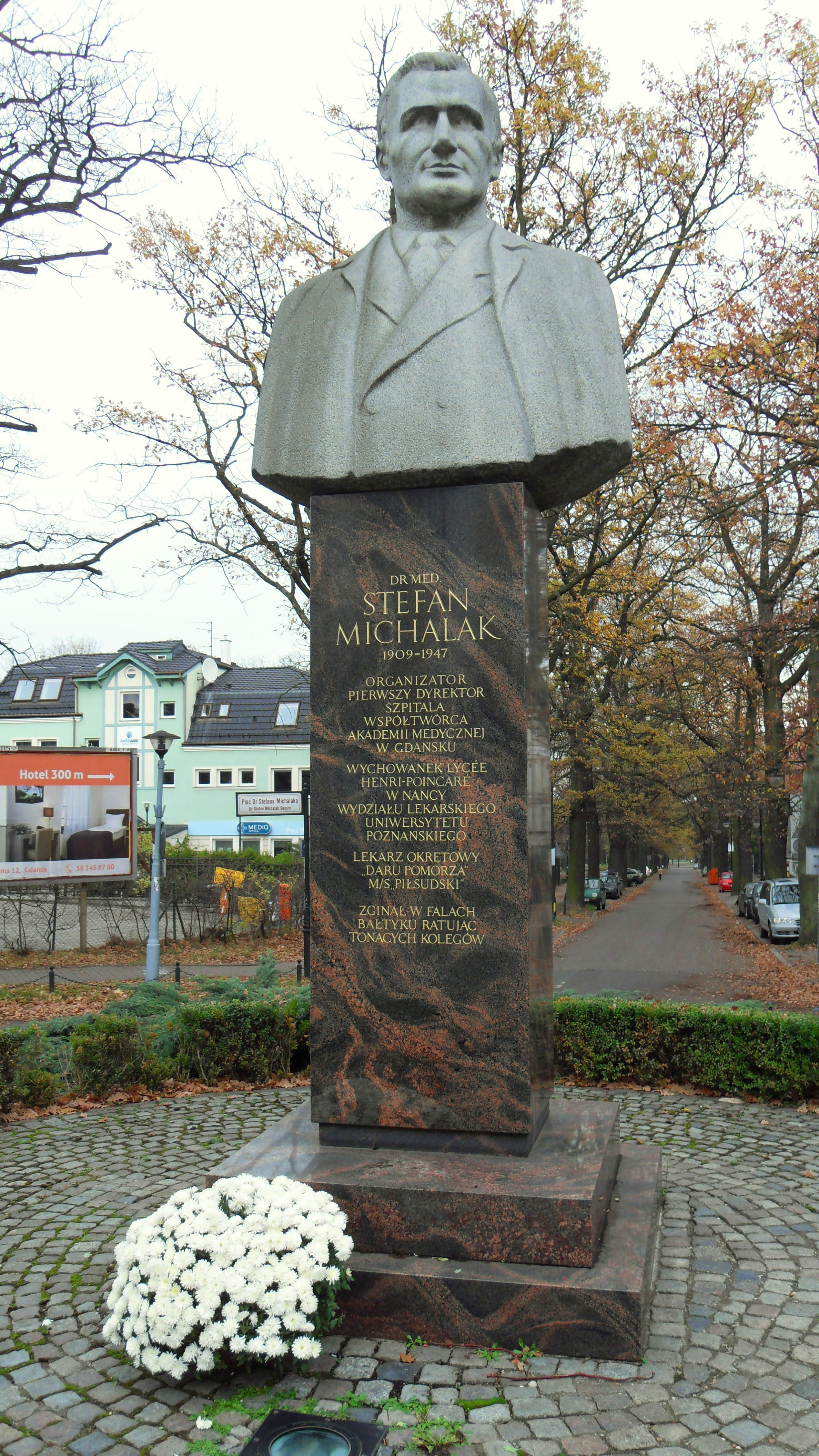
Pomnik Stefana Michalaka, dyrektora Szpitala Miejskiego, na bazie którego zorganizowano Akademię Lekarską. Usytuowany przy ul. Dębinki, autorstwa Czesława Gajdy

Gdański Uniwersytet Medyczny (skrótowiec GUMed) – najstarsza oraz największa w północnej Polsce uczelnia medyczna.
Według webometrycznego rankingu uniwersytetów świata ze stycznia 2015, pokazującego zaangażowanie instytucji akademickich w Internecie, uczelnia zajmuje 3. miejsce w Polsce wśród uniwersytetów medycznych, a na świecie 2206. pośród wszystkich typów uczelni.
W 2019 roku Uczelnia otrzymała tytuł Uczelni Badawczej w konkursie Inicjatywa Doskonałości – Uczelnia Badawcza zorganizowanym przez Ministerstwo Nauki i Szkolnictwa Wyższego.

## Historia
Korzenie uczelni sięgają kilkaset lat wstecz, poczynając od zrzeszonego od 1454 w Gdańsku Cechu Chirurgów oraz nauczania medycznego w Gdańskim Gimnazjum Akademickim (Atheneum Gedanense).
W latach 1908–1911 powstał gdański szpital miejski. Na jego bazie w 1935 senat Wolnego Miasta Gdańska postanowił zorganizować Akademię Medycyny Praktycznej (Die Staatliche Akademie für Praktische Medizin zu Danzig). Po 1945 uczelnia została przemianowana na Akademię Lekarską. Nauczanie medycyny w nowo otwartej uczelni obejmowało przedmioty kliniczne. Od 1950 do 19 maja 2009 funkcjonowała ona jako Akademia Medyczna w Gdańsku.
W 1976 uczelnia została odznaczona Orderem Sztandaru Pracy II klasy.
Na tej uczelni zapoczątkowano w Polsce rozwój wielu specjalności medycznych, np. psychiatrii i neurologii dziecięcej. Również powojenna historia polskiej szkoły anatomii dzięki obecności prof. Michała Reichera jest związana głównie z tą uczelnią.
W 2003 w strukturę Akademii Medycznej w Gdańsku włączono Instytut Medycyny Morskiej i Tropikalnej (IMMiT) w Gdyni, utworzony w 1935 przez Józefa Jakóbkiewicza jako filia Państwowego Zakładu Higieny i przekształconego w 1938 w Instytut Medycyny Morskiej.
W struktury uczelni wchodzą cztery podmioty lecznicze: Uniwersyteckie Centrum Kliniczne (wraz z sanitarnym lądowiskiem na dachu), który jest obecnie największym szpitalem w Polsce, Uniwersyteckie Centrum Medycyny Morskiej i Tropikalnej, Uniwersyteckie Centrum Stomatologiczne oraz Centrum Medycyny Rodzinnej.
Pod względem liczby kształconych studentów plasuje się w pierwszej trójce w Polsce.
Przy uczelni działa Muzeum Gdańskiego Uniwersytetu Medycznego.

## Władze
W kadencji 2024–2028:
- Rektor – prof. Michał Markuszewski
- Prorektor ds. klinicznych, pierwszy zastępca Rektora – dr hab. Michał Hoffmann(inne języki)
- Prorektor ds. kształcenia – prof. dr hab. Agnieszka Zimmermann
- Prorektor ds. nauki – prof. Michał Żmijewski
- Prorektor ds. studenckich – prof. Aleksandra Gaworska-Krzemińska
- Prorektor ds. rozwoju i współpracy – prof. Anna Żaczek
- Kanclerz (p.o.) – prof. dr hab. Jacek Bigda

Przewodniczącym Rady GUMed w kadencjach 2019–2020, 2021–2024 i 2025–2028 jest Paweł Orłowski.

## Wydziały i kierunki kształcenia
Uniwersytet kształci studentów na kierunkach I i II stopnia oraz jednolitych magisterskich prowadzonych w ramach czterech wydziałów.
- Wydział Lekarski
  - lekarski
  - lekarsko-dentystyczny
  - techniki dentystyczne
  - inżynieria mechaniczno-medyczna – kierunek międzyuczelniany
  - logopedia – kierunek międzyuczelniany
- Wydział Nauk o Zdrowiu z Instytutem Medycyny Morskiej i Tropikalnej
  - dietetyka
  - elektroradiologia
  - fizjoterapia
  - pielęgniarstwo
  - położnictwo
  - ratownictwo medyczne
  - zdrowie publiczne
  - zdrowie środowiskowe
  - psychologia zdrowia
  - fizyka medyczna – kierunek międzyuczelniany
- Wydział Farmaceutyczny
  - farmacja
  - analityka medyczna
  - przemysł farmaceutyczny i kosmetyczny
- Międzyuczelniany Wydział Biotechnologii Uniwersytetu Gdańskiego i Gdańskiego Uniwersytetu Medycznego
  - biotechnologia – kierunek międzyuczelniany

## Poczet rektorów
- Edward Grzegorzewski[14] (1945–1947)
- Michał Reicher (1947–1948)
- Wilhelm Czarnocki (1948–1953)
- Jakub Penson (1953–1956)
- Stanisław Manczarski (1956–1962)
- Jakub Penson (1962–1968)
- Marian Górski (1968–1972)
- Stefan Raszeja (1972–1975)
- Zdzisław Brzozowski[15] (1975–1981)
- Mariusz Żydowo (1981–1982)
- Wiesław Łasiński (1982–1983)
- Barbara Krupa-Wojciechowska (1983–1990)
- Stefan Angielski (1990–1993)
- Zdzisław Wajda (1993–1999)
- Wiesław Makarewicz (1999–2005)
- Roman Kaliszan (2005–2008)
- Janusz Moryś (2008–2016)
- Marcin Gruchała (2016–2024)
- Michał Markuszewski (od 2024)

## Doktorzy honoris causa
| - Ignacy Abramowicz 1965 - Pawieł Nikołajewicz Napałkow 1965 - Michał Reicher 1965 - Włodzimierz Mozołowski 1972 - Marian Górski 1974 - Jarosław Iwaszkiewicz 1975 - Keith Edward Halnan 1976 - Władimir Aleksiejewicz Miniajew 1976 - Manuczehr Eghbal 1976 - Stanisław Byczkowski 1985 | - Ignacy Adamczewski 1985 - Robert Constantin Tarazi 1985 - Zofia Majewska 1987 - Ingemar Petersen 1988 - Siergiej Iwanowicz Riabow 1989 - Henryk Wiśniewski 1991 - Franklin Harold Epstein 1991 - Ignacy Adamczewski 1992 - Heinz Mittelmeier 1992 - Tadeusz Reichstein 1994 | - Alan Roy Katritzky 1994 - Paolo Bruni 1994 - Mirosław Mossakowski 1995 - Rodolfo Paoletti 1995 - Mariusz Żydowo 1995 - Shaul G. Massry 1998 - Ryszard Gryglewski 1999 - Wacław Szybalski 2000 - Peter Sleight 2000 - Olgierd Narkiewicz 2000 | - Friedhelm Schreiter 2001 - Tadeusz Maliński 2003 - Edward J. Johns 2005 - Irving W. Wainer 2006 - Takashi Wakabayashi 2007 - Giuseppe Mancia 2008 - Harry Bartelink 2008 - August Heidland 2009 - Hans Lippert 2010 - Tadeusz Hermann 2010 - Jacek Namieśnik 2015 - Abass Alavi 2016 - Barbara Krupa-Wojciechowska 2016 |

## Profesorowie honorowi
- Wiesław Makarewicz 2018
- Roman Kaliszan 2019
- Janina Suchorzewska 2019

## Studenci
Studenci i absolwenci Gdańskiego Uniwersytetu Medycznego są laureatami prestiżowych wyróżnień przyznawanych za osiągnięcia okresu studiów. Gabrielle Karpinsky wygrała konkurs (pierwsza nagroda) na najlepszego studenta zagranicznego w Polsce (2015), Bartosz Karaszewski wygrał konkurs (pierwsza nagroda) na najlepszego studenta Polski „Primus Inter Pares” (2004), finalistami tego ostatniego (zwycięzcy edycji regionalnych – na Pomorzu pod nazwą konkursu Czerwonej Róży) byli także Katarzyna Kasprowicz (2001), Beata Stefania Lipska (2003), Alicja Sadowska (2010). Konkurs na najlepszego studenta Polski pod nazwą Primus Inter Pares był przez szereg lat jedynym tego typu konkursem w Polsce, rokrocznie przystępowały do niego tysiące wyróżniających się studentów lub absolwentów, a patronatem obejmowały najwyższe władze państwowe: Prezydent Rzeczypospolitej Polskiej (np. w 2001, 2004 i 2005), Prezes Rady Ministrów RP (np. w 2002 i 2003), poszczególni Ministrowie Rządu RP. Od 2006/2007 roku konkurs zaczął jednak stopniowo tracić swoją rangę, zaczęły pojawiać się przedsięwzięcia konkurencyjne, np. Studencki Nobel (od 2009). Szereg sukcesów odnoszą studenci drugiego roku kierunku lekarskiego uczelni w organizowanym od 2003 ogólnopolskim konkursie wiedzy biochemicznej Superhelisa (np. pierwsze miejsce zespołu uczelni w klasyfikacji drużynowej w 2012) i ogólnopolskim konkursie wiedzy anatomicznej Scapula Aurea. Absolwenci kierunku lekarskiego rokrocznie plasują się w czołówce państwowego egzaminu zawodowego.